# Mexiko i panamerikanska spelen
Mexiko i panamerikanska spelen styrs av Mexikos Olympiska Kommitté i de panamerikanska spelen. Nationen deltog första gången i de panamerikanska spelen 1951 i Buenos Aires.
De mexikanska idrottarna har vunnit 915 medaljer, varav 197 guldmedaljer.